# Porizon exsectus
Porizon exsectus är en stekelart som beskrevs av Charles Thomas Brues 1910. Porizon exsectus ingår i släktet Porizon och familjen brokparasitsteklar. Inga underarter finns listade i Catalogue of Life.